# 條紋躄魚
条纹躄鱼（学名：Antennarius striatus），又稱帶紋躄魚，俗名五腳虎、娃娃魚，是輻鰭魚綱鮟鱇目躄魚亞目躄魚科的其中一種。其种加词“striatus”意为“有条纹的”。

## 分布
本魚廣泛分布於全球各大洋暖水域。

## 深度
水深10至219公尺。

## 特徵
本魚體呈扁球狀，表皮粗糙，有些甚至衍生出毛狀的皮辮。體色多變，但以黃褐色最多見。口大並布滿細齒，鰓孔小。具吻觸手，鰭上並有衍生物似釣餌，稱為「餌球」（esca）有2至7分叉，位於上頷縫合部前。背鰭兩個，具硬棘3枚、軟條11至12枚；第二背鰭長，具軟條11至12枚；胸鰭特化似臂部，用以支撐爬行；臀鰭具軟條6至7枚；腹鰭顯然短於胸鰭；胸鰭軟條9至10枚；尾鰭圓形。體側或具暗褐色蠕狀斑紋、或具暗色斑點。體長可達22公分。

## 生態
體色隨環境變化不斷改變，是極佳的偽裝大師，常在礁石間靜止不動，擬態呈石塊，藉以吞食粗心的獵物。肉食性，以小魚或甲殼類為食。產附著卵，卵團聚膠質保護。

## 經濟利用
可作為觀賞魚。